# Usbekiske SSR
Den Usbekiske Socialistiske Sovjetrepublik (Usbekiske SSR; (usbekisk: Ўзбекистон Совет Социалистик Республикаси, russisk: Узбекская Советская Социалистическая Республика) var en af republikkerne i Sovjetunionen. Fra republikkens grundlæggelse i 1925 blev den regeret af det usbekiske kommunistparti, der var en afdeling af Sovjetunionens kommunistiske parti. I 1990 opnåede republikken suverænitet indenfor Sovjetunionen med egen lovgivning og den 1. september 1991 erklærede republikken sig uafhængig af USSR, tre måneder før Sovjetunionens opløsning den 26. december 1991, hvor republikkens endelige uafhængighed blev opnået.
Usbekiske SSR's grænser fra 1929 var stort set sammenfaldende med det nuværende Usbekistans grænser og territoriet grænsede op til Kasakhiske SSR mod nord, Tadsjikiske SSR mod sydøst, Kirgisiske SSR mod nordøst; Afghanistan mod syd og Turkmenske SSR mod sydvest. Ved sin grundlæggelse omfattede Usbekiske SSR den Tadsjikiske autonome sovjetrepublik, der imidlertid i 1929 blev udskilt til en selvstændig sovjetrepublik, Tadsjikiske SSR. 

## Historie
I den sidste del af Det Russiske Kejserriges levetid var store dele af området en del af Russisk Turkestan, der var underlagt Rusland som et kraj og/eller et generalguvernement. I området var endvidere de russiske protektorater Bukhara-emiratet og Khiva-khanatet. Efter den russiske revolution og kejserrigets sammenbrud opstod i området i november 1917 en kortlivet sekulær statsdannelse, Autonome Kokand, der imidlertid allerede i februar 1918 blev løbet over ende af bolsjevikkerne, der herefter etablerede den Turkestanske autonome sovjetrepublik indenfor rammerne af den Russiske Føderale Sovjetrepublik.
I 1924 blev grænserne i Ruslands centralasiatiske dele ændret til bedre at afspejle de etniske fordelinger af befolkningen i områderne. Turkestanske ASSR, Sovjetrepublikken Bukhara og Sovjetrepublikken Khorezm blev opløst den 27. oktober 1924, og territorierne fordelt mellem fire nye republikker, herunder Usbekiske SSR. Året efter blev Usbekiske SSR optaget som en selvstændig republik i Sovjetunionen. Usbekiske SSR omfattede ved stiftelsen Tadsjikiske ASSR, der imidlertid allerede i 1929 blev udskilt til en selvstændig republik, Tadsjikiske SSR.  Ved grundlæggelsen af Usbekiske SSR i 1924 var hovedstaden i Bukhara, men allerede året efter blev hovedstaden flyttet til Samarkand. Efter udskillelsen af Tadsjikiske SSR blev hovedstaden i 1930 flyttet til republikkens største by Tashkent.
Som en del af Sovjetunionen blev i 1928 i Usbekiske SRR iværksat gennemført tvangskollektiviseringer af landsbrugsjord og landbrug, der blev omorganiseret som statslige landbrug, en proces, der varede indtil slutningen af 1930'erne.
I 1936 overførte USSR den autonome republik Karakpalpakiske ASSR fra Kasakhiske SSR til Usbekiske SSR i en af de sidste større grænseændringer inden for Sovjetunionen. Eftre afslutningen af 2. verdenskrig blev udvekslet en række mindre grænseterritorier mellem Kasakhstan og Usbekistan. 
Under Stalins udrensninger i 1937–38 blev en række påståede "nationalister", arresteret og henrettet, herunder Faizullah Khojaev, den første premierminister i Usbekiske SSR.
Under 2. verdenskrig blev flere sovjetiske virksomheder flyttet fra de vestlige dele af USSR mod øst, herunder til Usbekistan. Med virksomhederne flyttede også mange arbejdere, og mange russere, ukrainere m.v. flyttede til Usbekistan, hvilket forrykkede den etniske balance i området. Det etniske befolkningssammensætning blev yderligere ændret som følge af Stalins tvangsforflyttelser af befolkningsgrupper indenfor USSR. Tvangsforflyttelserne omfattede bl.a. etniske grupper, der var mistænkt eller påstået at have samarbejdet med aksemagterne, hvilket omfattede store grupper af etniske koreanere, krimtatarer og tjetjenere.
Hovedparten af befolkningen i Usbekiske SSR var muslimer, men i sovjettiden forsøgte myndighederne at begrænse udbredelsen af religion gennem anti-religiøse informationskampagner. Regeringen lukkede de fleste moskeer og koranskoler Flere moskeer blev i stedet omdannet til anti-religiøse museer. 
Ved den russiske revolution i 1917 var kun få procent af befolkningen i området i stand til at læse og skrive. Som led i USSR's program til udryddelse af analfabetisme, Likbez, lykkedes det i sovjettiden at opnå en næsten 100% læsefærdighed i hele befolkningen.
Usbekistan var i Sovjettiden en væsentlig producent af bomuld, og i 1960'erne blev i værksat en række tiltag til at forøge bomuldsproduktionen. Dyrkning af bomuld kræver store mængder af vand,, og det var derfor nødvendigt at etablere kunstvanding fra floden Amu Darja. Det store forbrug af vand fra floden, der har sit udløb i Aralsøen, førte til en økologisk katastrofe og Aralsøens udtørring.
Usbekiske SSR fik militær betydning under den sovjetisk-afghanske krig, da Usbekiske SSR grænsede op til Afghanistan, og da der er nemmere adgang over de afghanske bjerge ind i Afghanistan fra Usbekistan end fra de andre grænserepublikker Tadsjikiske SSR og Turkmenske SSR. Under krigen blev af afghanske mujahideenere gennemført flere angreb og sabotageaktioner inde i Usbekiske SSR.

### Uafhængighed
I forbindelse med opbruddet i Sovjetunionen i 1989-90 vedtog den øverste sovjet i Russiske SFSR en resolution, hvor Rusland erklærede sig uafhængig af Sovjetunionen, og den 20. juni 1990 fulgte Usbekiske SSR efter, da republikkens øverste sovjet ligeledes erklærede Usbekiske SSR for uafhængig af Sovjetunionen, og at kun usbekiske love var gældende i republikken. Forinden var kommunistpartiets Islam Karimov i marts 1990 blevet valgt til præsidentembedet i republikken. Karimov fortsatte som præsident for den nyudråbte republik. 
Usbekiske SSR deltog i folkeafstemningen i USSR i marts 1991 om bevarelse af USSR baseret på en ny unionstraktat, der skulle afløse traktaten om dannelse af USSR. I Usbekiske SSR var der flertal på knap 95% for en sådan bevarelse af USSR i en fornyet udgave (og lignende flertal i de unionsrepublikker, der deltog i afstemningen), men den nye traktat blev aldrig gennemført bl.a. som følge af kupforsøget i august i Moskva. Efter kupforsøget vedtog den øverste sovjet den 31. august 1991 en resolution, hvorved Usbekiske SSR ændrede navn til Republikken Usbekistan og deklarerede selvstændighed med virkning fra dagen efter, den 1. september 1991. Den 26. december 1991 blev Sovjetunionen opløst, og den usbekiske uafhængighed officielt anerkendt.
Efter uafhængigheden var den usbekiske forfatning fra 1978 fortsat i kraft. En folkeafstemning om den usbekiske uafhængighed og forfatningen den 29. december 1991 bekræftede 1978-forfatningens gyldighed. 

## Befolkning
Befolkningens størrelse og sammensætning ændrede sig løbende i republikkens levetid, men bestod i hele perioden af en flertal af usbekere men med mange større etniske grupper. 
Folketællingen i 1926
Ved folketællingen i 1926 blev foretaget en registrering af befolkningen i republikken, der på daværende tidspunkt også omfattede Tadsjikiske ASSR, der siden blev udskilt til en selvstændig sovjetrepublik. 
| Etnicitet  | Indbyggere | Pct    |
| ---------- | ---------- | ------ |
| Usbekere   | 3.475.340  | 65,98% |
| Tadsjikere | 967.728    | 18,37% |
| Russere    | 246.521    | 4,68%  |
| Kasakhere  | 106.980    | 2,03%  |
| Kirgisere  | 90.743     | 1,72%  |
| Kuramaer   | 50.078     | 0,95%  |
| Kiptjakker | 32.784     | 0,62%  |
| Uighurere  | 31.941     | 0,61%  |
| Tatarer    | 28.401     | 0,54%  |
| Arabere    | 27.977     | 0,53%  |
| Andre      | 209.165    | 3,97%  |
| Total      | 5.267.658  | 100%   |

Folketællingen i 1989
Den sidste folketælling i Usbeksiske SSR fandt sted i 1989. I forhold til optællingen i 1926 var Tadsjikiske ASSR i mellemtiden udskilt til en selvstændig sovjetrepublik. 
| Etnicitet     | Indbyggere | Pct    |
| ------------- | ---------- | ------ |
| Usbekere      | 14.142.475 | 71,39% |
| Russere       | 1.653.478  | 8,35%  |
| Tadsjikere    | 933.560    | 4,71%  |
| Kasakhere     | 808.227    | 4,08%  |
| Tatarer       | 467 829    | 2,36%  |
| Karakalpakere | 411.878    | 2,08%  |
| Krimtatarer   | 188.772    | 0,95%  |
| Koreanere     | 183.140    | 0,92%  |
| Kirgisere     | 174 907    | 0,88%  |
| Ukrainere     | 153.197    | 0,77%  |
| Andre         | 209.165    | 3,50%  |
| Total         | 19.810.077 | 100%   |

## Politik
Usbekiske SSR var som de øvrige republikker i Sovjetunionen organiseret som en et-partistat, hvor førstesekretæren var leder af republikkens kommunistiske parti, præsident for den øverste sovjet, formand for ministerrådet og statsoverhoved.
Republikkens kommunistiske parti var som i de øvrige republikker en afdeling af Sovjetunionens kommunistiske parti. Den udøvende magt blev administreret af republikkens regring og den lovgivende magt i republikkends øverste sovjet.
Som et étpartistat var alene kommunistpartiet tilladt indtil 1990. Partiets førstesekretær var i hele republikkens levetid etnisk usbeker. Den længst siddende førstesekretær var Sjarof Rasjidov, der var kommunistpartiets leder fra 1959 til 1983. Islam Karimov var den sidste førstesekretær i republikken, og indtrådte som præsident for Usbekistan, da sovjetrepublikken blev opløst i 1990; han fortsatte som leder af det omdannede kommunistparti, Folkets demokratiske parti. 

## Økonomi
Da republikken blev etbleret i 1925, var republikkens økonomi og erhvervsstruktur i hovedsagen centreret om landbrug drevet i mindre enheder. I republikkens levetid undergik økonomien en række væsentlige forandringer, hvorunder der blev etableret en række vandkraftværker, der gav grobund for en industrialisering af økonomien, ligesom der blev udviklet industri til understøttelse af den kraftigt voksende bomuldsproduktion. 

### Landbrug
En væsentlig del af Usbekiske SSR's økonomi var knyttet til dyrkning af bomuld og behandling af den høstede bomuld. Langt størstedelen af den bomuld, der blev fremstillet i USSR blev dyrket og fremstillet i Usbekistan. Udover bomuld blev også i Usbekistan fremstillet store mængder af andre tekstilprodukter, særlig silke og uld. 
Den intensive dyrkning af bomuld indebar, at der fra republikkens floder blev anvendt vand til kunstvanding af bl.a. bomuldsmarkerne, hvilket indebar, at vandtilførslen til Aralsøen blev begrænset med den konsekvens, at søen delvist udtørrede. 
Landbrugssektoren fremstillede tillige olie for bomuldsfrø, råhuder, samt mejeriprodukter (mælk, ost, smør m.v.) og kød. 

### Industri
Usbekistans industri blev i sovjettiden udbygget. Der blev i republikken etableret en række opdæmninger af floder og etableret flere store vandkraftværker. Udover produktion af energi fra vandkraft fik også rige forekomster af naturgas og til dels olie stor betydning for republikkens økonomi. Området er rigt på mineraler, og der var i republiken minedrift efter mineraler, herunder bly, kobber, zink, tungsten og guld. 
Industrien understøttede bomuldsproduktionen og republikken havde en større tekstilindustri med fremstilling af tekstiler, tøj, tæpper og sko, ligesom der blev fremstillet maskineri og kemikalier til tekstilindustrien (høstmaskiner m.v. og maskiner til bearbejdning af bomuld, fremstilling af tekstiler m.v.). Kemikalieindustrien fremstillede også i stort omfang kunstgødning, plastik og fibre.